# Henry Edwards
Henry Edwards (Weston-super-Mare, Inglaterra, 18 de setembro de 1882 – Chobham, 2 de novembro de 1952) foi um ator e diretor de cinema inglês. Como ator, ele atuou em 81 filmes entre 1915 e 1952. Também dirigiu 67 filmes entre 1915 e 1937. Edward foi casado com a atriz Chrissie White, que coestrelou em vários de seus filmes.

## Filmografia selecionada

### Diretor
- East Is East (1916)
- The Poet's Windfall (1918)
- City of Beautiful Nonsense (1919)
- In the Soup (1936)
- Juggernaut (1936)
- The Vicar of Bray (1937)
- Beauty and the Barge (1937)

### Ator
- Far from the Madding Crowd (1915)
- The Poet's Windfall (1918)
- Possession (1919)
- Never Look Back (1952)
- Something Money Can't Buy (1952)
- Trent's Last Case (1952)
- The Long Memory (1952)